# Donna Karan
Donna Karan, född Donna Ivy Faske den 2 oktober 1948 i Forest Hills, Queens, New York, är en amerikansk modeskapare känd som The Queen Of Seventh Avenue. Hon blev internationellt känd för sina kläders enkelhet och komfort, och har bland annat skapat varumärket DKNY, vilket inofficiellt står för Donna Karan, New York.

## Biografi
Karans far var skräddare och hennes mor var mannekäng och klädförsäljare i New York City, anställd av designern Chester Weinberg. Karan började jobba med mode redan vid 14 års ålder, då hon fick ett jobb som klädförsäljare genom att ljuga om sin ålder, och arbetade hos Liz Claiborne. Hon antogs vid Parsons School of Design i New York, som hon gick ut 1968, och började därefter arbeta som assistent åt sportklädesdesignern Anne Klein. När Anne Klein dog i cancer 1974 tog Donna Karan själv över rollen som chefsdesigner för Anne Klein-märket. 1975 tog hon in sin tidigare klasskamrat Louis Dell-Olio som designer i företaget. Företaget Anne Klein Co. blev mycket framgångsrikt under de kommande åren, inte minst eftersom Karan 1983 introducerade en mer måttligt prissatt designerkollektion under namnet Anne Klein II.
I början av 1970-talet gifte hon sig med butiksägaren Mark Karan och tog hans efternamn. 1974 fick de en dotter, Gabby Karan, och 1978 skilde de sig. 1983 gifte hon sig med skulptören Stephan Weiss.
1984 startade hon ett eget företag, Donna Karan Co., med hjälp av kapital från Tomio Taki och visade sin första helt egna kollektion. Hennes man Stephan Weiss arbetade vid sidan av Karan som chef i företaget. Varumärket DKNY lanserades 1988 och innebar att företaget expanderade till att bland annat sälja jeans, herrkläder, barnkläder, accessoarer och parfym.
Karan belönades med Coty Award 1977 samt 1982 (båda gångerna tillsammans med Louis Dell-Olio). Hon valdes in i Coty Hall Of Fame 1984.
Hennes företag Donna Karan Inc börsintroducerades 1996 men företaget gick dåligt och 2001 köptes hela verksamheten upp av det franska lyxvarumärkesföretaget LVMH. Karan behöll dock rättigheterna till sitt namn och stannade som chefsdesigner till 2015. 2016 sålde LVMH  Donna Karan International till företaget G-III Apparel Group. Idag är det främst Jane Chung som designar plagg till DKNY-kollektionen medan Peter Speliopoulos är ansvarig för Donna Karan-kollektionen. Dessutom så har Donna Karan Inc sålt rättigheterna till en rad andra DKNY-produkter. Exempelvis säljer Esprit DKNY-barnkläder och Estée Lauder marknadsför sminkprodukter under varumärket DKNY.
2007 grundade Karan varumärket Urban Zen.